# Ridsport vid olympiska sommarspelen 1920
Ridsport vid olympiska sommarspelen 1920 arrangerades mellan 6 september och 12 september i Antwerpen. 87 deltagare från 8 nationer gjorde upp om medaljerna i de sju grenarna.

## Medaljtabell
| Pl. | Nation    | Guld | Silver | Brons | Totalt |
| --- | --------- | ---- | ------ | ----- | ------ |
| 1   | Sverige   | 4    | 2      | 3     | 9      |
| 2   | Belgien   | 2    | 1      | 2     | 5      |
| 3   | Italien   | 1    | 2      | 2     | 5      |
| 4   | Frankrike | 0    | 2      | 0     | 2      |

## Medaljsammanfattning

### Dressyr
| Gren                         | Guld                   | Guld                   | Silver                   | Silver                   | Brons                  | Brons                  |
| ---------------------------- | ---------------------- | ---------------------- | ------------------------ | ------------------------ | ---------------------- | ---------------------- |
| Individuell dressyr detaljer | Janne Lundblad Sverige | Janne Lundblad Sverige | Bertil Sandström Sverige | Bertil Sandström Sverige | Hans von Rosen Sverige | Hans von Rosen Sverige |

### Fälttävlan
| Gren                               | Guld                                                              | Guld                                                              | Silver                                                                                    | Silver                                                                                    | Brons                                                                       | Brons                                                                       |
| ---------------------------------- | ----------------------------------------------------------------- | ----------------------------------------------------------------- | ----------------------------------------------------------------------------------------- | ----------------------------------------------------------------------------------------- | --------------------------------------------------------------------------- | --------------------------------------------------------------------------- |
| Individuell fälttävlan detaljer    | Helmer Mörner Sverige                                             | Helmer Mörner Sverige                                             | Åge Lundström Sverige                                                                     | Åge Lundström Sverige                                                                     | Ettore Caffaratti Italien                                                   | Ettore Caffaratti Italien                                                   |
| Lagtävlingen i fälttävlan detaljer | Sverige Helmer Mörner Åge Lundström Georg von Braun Gustaf Dyrsch | Sverige Helmer Mörner Åge Lundström Georg von Braun Gustaf Dyrsch | Italien Ettore Caffaratti Garibaldi Spighi Giulio Cacciandra Carlo Asinari Di San Marzano | Italien Ettore Caffaratti Garibaldi Spighi Giulio Cacciandra Carlo Asinari Di San Marzano | Belgien Roger Moeremans D’emaus Oswald Lints Jules Bonvalet Jacques Misonne | Belgien Roger Moeremans D’emaus Oswald Lints Jules Bonvalet Jacques Misonne |

### Hoppning
| Gren                             | Guld                                                           | Guld                                                           | Silver                                                                   | Silver                                                                   | Brons                                                                                      | Brons                                                                                      |
| -------------------------------- | -------------------------------------------------------------- | -------------------------------------------------------------- | ------------------------------------------------------------------------ | ------------------------------------------------------------------------ | ------------------------------------------------------------------------------------------ | ------------------------------------------------------------------------------------------ |
| Individuell hoppning detaljer    | Tommaso Lequio di Assaba Italien                               | Tommaso Lequio di Assaba Italien                               | Alessandro Valerio Italien                                               | Alessandro Valerio Italien                                               | Carl Gustaf Lewenhaupt Sverige                                                             | Carl Gustaf Lewenhaupt Sverige                                                             |
| Lagtävlingen i hoppning detaljer | Sverige Hans von Rosen Frank Martin Daniel Norling Claes König | Sverige Hans von Rosen Frank Martin Daniel Norling Claes König | Belgien Henri Laame André Coumans Herman de Gaiffier Herman d’Oultremont | Belgien Henri Laame André Coumans Herman de Gaiffier Herman d’Oultremont | Italien Giulio Cacciandra Ettore Caffaratti Alessandro Alvisi Carlo Asinari di San Marzano | Italien Giulio Cacciandra Ettore Caffaratti Alessandro Alvisi Carlo Asinari di San Marzano |

Denna tabell: visa • redigera

## Fotnoter
1. 1 2 3  ”1920 The Sport”. FEI History Hub. FEI. http://history.fei.org/node/76. Läst 17 december 2014.
2. 1 2 3 4 5  ”Results”. FEI. http://history.fei.org/node/44. Läst 21 december 2014.